# Scânteia (Ialomița)
Scânteia è un comune della Romania di 4 349 abitanti, ubicato nel distretto di Ialomița, nella regione storica della Muntenia.
Il comune è formato dall'unione di 2 villaggi, Iazu e Scânteia.